# التهاب الغدد العرقية
التهاب الغدد العرقية هو التهاب مزمن يصيب خلايا البشرة الجريبية الموجودة في الغدة المفرزة للعرق. قد يحدث في عدة مناطق في الجسم. والأماكن الأكثر عرضة للإصابة هي الإبطان وأسفل الثدي والفخذ والمنطقة الشرجية.
يسبب التهاب الغدد العرقية على المدى الطويل التهابًا في الجلد و يمكن أن يصاحبه ألم مزمن، وقد يكون الالتهاب متقيحاً بسبب العدوى الجرثومية.
يحتمل أن يصيب هذا المرض البالغين وغالبًا النساء أكثر من الرجال. والمصابون بحب الشباب هم الأكثر عرضة للإصابة أو الذين لهم تاريخ إصابة في العائلة.

## أسبابه
من الأسباب التي قد تؤدي للإصابة بالمرض:
1. عوامل وراثية: حيث لوحظ زيادة المرض في من لديهم تاريخ عائلي.
2. عوامل هرمونية: لذلك يتحسن المرض خلال الحمل و يسوء أثناء الدورة الشهرية.
3. عوامل بيئية: حيث أن المرض يسوء في الجو الحار والرطب.
4. انغلاق مجاري الغدد العرقية ببعض الجراثيم.
5. زيادة الوزن.
6. الاحتكاك الموضعي كاستخدام الملابس الضيقة.
7. التهاب مسبق في الجلد.
8. التعرق الزائد.
9. استخدام أدوية معينة كموانع الحمل والليثيوم.
10. وجود أمراض أخرى كداء التهاب الأمعاء المزمن Chron's disease.

## أعراضه
تظهر علامات وأعراض الإصابة بالتهاب الغدد العرقية القيحي على النحو التالي:
- حكة في المنطقة المصابة.
- ألم مزمن قد يستمر إلى أسابيع أو أشهر دون تغير.
- رؤوس سوداء نتيجة انسداد القناة العرقية.
- كتل حمراء صغيرة تحت الجلد.
- خرّاج وقد يرافقه القليل من الدم.
- نتوءات أو تقرحات.

## علاجه
يقوم الطبيب بوصف إحدى العقاقير الدوائية و ذلك حسب نتيجة عينة القيح في الغالب، وعادة ما يكون: أريثروميسين (Erythromycin) ،أو كلنداميسين (Clindamycin) أو تتراسيكلين (Tetracycline).
عند معرفة السبب يتم وصف العلاج المناسب.
قد يكون من الضروري اللجوء إلى تدخل جراحي للحالات المتكررة أو التي تكون أعراضها شديدة.
كما أن تخفيف الوزن وارتداء ملابس غير ضيقة قد يساعد في العلاج.

## تخفيف هذا المرض
يفضل اتباع التعليمات التالية للتخفيف والتعايش مع التهاب الغدد العرقية القيحي:
- تغيير نمط التغذية وتجنب الأطعمة الغنية بالكيربوهيدرات.
- إيقاف أو التقليل من التدخين.
- الكمادات الدافئة تقلل من التورّم.
- المحافظة على نظافة المنطقة المصابة، واستخدام الصابون المضاد للبكتيريا.
- عدم حلاقة المنطقة المصابة.
- العمل على فقدان الوزن وتجنب السمنة.